# 奥本议会
奥本市（又譯欧本市）是澳大利亞雪梨地區的一個地方政府區域，地處雪梨中央商業區以西15公里。奥本市基本是城郊住宅區，也有較大規模的輕工業、服務業和商業。
20世紀後半葉，奥本開始成為移民聚居區，開始有一波又一波來自各國的新移民搬入此地區，然後在該族群在澳洲扎根後　又逐漸搬出，被另一族群代替。根據2011年的人口普查，現在的歐本市居民中第一大族群（佔人口20.1%）為華裔。其他較大族群依次為：7.5%自認為是“澳大利亞裔”，7.0%為英裔，5.9%为土耳其人，6.3%為黎巴嫩裔。由於过去相當長一段時期裏歐本的最大少数民族是土耳其人，因此虽然华裔已跃升第一大族群，在歐本街头仍随处可见土耳其式餐厅、特色商店。歐本最著名的地标之一加里波里清真寺的建築原型即是伊斯坦布尔的聖索菲亞大教堂。
轄境內的霍姆布希灣是2000年雪梨奧運的主場地所在地。

## 议会
奥本市议会有議席10人固，全市分2個選區，各區選出議員5名代表市民和納稅人問政；市長非直選。

## 外部連結
- 地理坐标：33°51′S 151°02′E / 33.850°S 151.033°E
- 奥本市官方網站 （页面存档备份，存于）
- 2006年人口調查[]